# 隆斯勒索涅区
隆斯勒索涅区（法語：arrondissement de Lons-le-Saunier），又译隆勒索涅区，是法国汝拉省所辖的一个区。总面积2271.9平方公里，总人口104429，人口密度46人/平方公里（2018年）。主要城镇为隆斯勒索涅。

## 辖区
隆斯勒索涅区辖有249个市镇。